# Бжег Долни
Бжег Долни (пољ. Brzeg Dolny) - је град и седиште општине. Налази се на десној обали реке Одре. Од Вроцлава је удаљен 31 km на северозапад. У граду живи 13 741 становника. Статус града је добио 1663. и имао га све до 1945. када му је одузет. Поново је добио статус града 1954. године.

## Демографија
| 2012.  |
| ------ |
| 12.657 |

## Партнерски градови
- Мон Сент Ењан
- Черњаховск